# 98 Herculis
98 Herculis, som är stjärnans Flamsteed-beteckning, är en ensam stjärna i den mellersta delen av stjärnbilden Herkules. Den har en genomsnittlig skenbar magnitud på ca 4,96 och är svagt synlig för blotta ögat där ljusföroreningar ej förekommer. Baserat på parallaxmätning inom Hipparcosuppdraget på ca 5,5 mas, beräknas den befinna sig på ett avstånd på ca 590 ljusår (ca 181 parsek) från solen. Den rör sig närmare solen med en heliocentrisk radialhastighet på ca –19 km/s. På det beräknade avståndet minskar stjärnans skenbara magnitud med 0,19 enheter genom en skymningsfaktor orsakad av interstellärt stoft.

## Egenskaper
98 Herculis är en röd till orange jättestjärna  av spektralklass M3-SIII, som befinner sig på asymptotiska jättegrenen och där suffixnoten anger att den är en stjärna av typ S. Den är en mild bariumstjärna med en intensitetsklass på 0,2, Den har en radie som är ca 85 solradier  och utsänder ca 1 330 gånger mera energi än solen från dess fotosfär vid en effektiv temperatur på ca 3 800 K.
98 Herculis är en misstänkt variabel, som har visuell magnitud +5,00 och varierar med 0,13 magnituder utan någon fastställd periodicitet, även om Percy och Shepherd (1992) inte kunde bekräfta detta.